# 佐藤エル
佐藤 エル（さとう える、1998年9月10日 - ）は、日本のAV女優。LIGHT所属。

## 略歴・人物
2018年5月に「森崎マリア（もりさき まりあ）」としてAVデビューするが、出演作は1本のみ。
2019年2月に「佐藤エル」として再デビュー。
身長175cmのスレンダー体型で、背中や胸元など体に複数の刺青を入れている。

## 出演作品

### アダルトDVD
2018年
- 身長178cmで股下88cmの脅威のスタイル!! 春に大活躍した可愛すぎる長身バレーボール少女AVデビュー!!（5月1日、ムーディーズ）※「森崎マリア」名義

2019年
- 180cm超長身 タトゥー美女の摩天楼SEX（2月8日、REAL）
- 180cmタトゥー美痴女 佐藤エルの逆種付け騎乗位（6月25日、痴女ヘブン）
- 裏・超V.I.P 180cm高身長タトゥー美女 ウルトラ最高級中出しソープランド（10月13日、ムーディーズ）
- 【神スペック】 180cmスレンダー美脚のスタイル抜群ギャルに媚薬を飲ませゴム無しOKのはいぱーサセ神様になりましたww（10月19日、チキチキカマー）
- 汗だく性欲まみれ痴女! 脱獄犯に強制中出しで犯されちゃったボク… 4（11月25日、痴女ヘブン）
- 絶対的上から目線で長身痴女が淫語コントロール 射精を支配される究極主観JOI（12月13日、Fitch）

2020年
- 黒人外資NTR LA現地法人から来日した黒人投資家の漆黒の巨根でずっぽりベンチャーされた経理妻（1月7日、JET映像）
- 向かい部屋の秘密。 ドSなはずの彼女が真向かいの家で輪姦凌辱されて悦んでました。（1月25日、ダスッ!）
- チビっ喰い（1月31日、ワープエンタテインメント）
- 義父に覗かれた人妻のタトゥー 帰省中の3日間―。（2月25日、マドンナ）
- 有名ヤンキーな彼女のお姉さんに鼓膜を犯すじっとり誘惑&スローな騎乗位で中出し地獄に引きずり込まれたボク（2月25日、痴女ヘブン）
- 向かい部屋に住む裏社会の女に窓越しで誘惑され精子枯れるまで痴女られちゃった僕。（3月1日、ムーディーズ）
- 「オイお前、中に出したでしょ!?」 早漏をゴマかす暴発後の延長ピストンで抜かずの追撃中出し!! 刺青ヤンキーチ○ポ堕ち番外編（3月1日、ワンズファクトリー）
- クソ生意気下着売り制服娘を監禁生姦キメパコ中出し（3月19日、kira☆kira）
- 180cm高身長タトゥー美女媚薬オイルマッサージで悶絶中出し堕とし（3月28日、ムーディーズ）
- 親族相姦 きれいな叔母さん（3月29日、ヴィーナス）
- エル女王様のM男調教（4月12日、AVS Collector's）
- #黒ギャル #高身長痴女 #パパ活 黒ギャルエルさんのM男狩り映像（4月12日、バルタン）
- 大絶頂 解き放たれた性獣（4月16日、TEPPAN）
- 都合のいい愛人ギャル オヤジ大好きねっちょりSEXを求めるビッチと朝まで中出し不倫 03（4月19日、kira☆kira）
- タトゥーがバリバリ入ったレズビアン女脱獄犯が逃げた先はこれまたタトゥーバリバリのレズビアンギャルの家だった（5月7日、ビビアン）
- その義母、過去あり。 〜知られざる美人継母奴隷調教〜（5月7日、VENUS）
- 【神ギャル認定】高身長でスタイル抜群の生意気メイドギャルが変態おじさんのバリカタチ○ポでアヘイキグルイの神動画!（5月17日、チキチキカマー）
- 狂気拷問研究所 The endless pleasure of the queen 〜刺青女王様強制絶頂処刑感涙狂詩曲〜（5月24日、AVS Collector's）
- 野外リモバイデート中出し羞恥（7月12日、MERCURY）
- 刺青3Pレズビアン 〜三角関係ガールズバー〜（7月13日、セレブの友）
- 高身長痴女ハーレム 見下ろし騎乗位で交換中出しされ続けた僕。（8月1日、ムーディーズ）
- 美人三姉妹の男を狂わせる刺青(イレズミ)SEX（8月13日、セレブの友）
- 小麦色ワレメに他人棒が侵入。日サロでアヘる愛しの彼女。（9月13日、ダスッ!）
- 黒パンストの下半身が卑猥にクネるオナニー快楽 3（9月25日、セレブの友）
- 欲求不満なタトゥー水着お姉さんと出会い、犯され続けた、ボクの夏休み。（9月25日、痴女ヘブン）
- 宅配ギャル! どんだけ発射できるか腕比べバトル! 何発ヌけるかデスマッチ!（11月7日、桃太郎映像出版）
- 山小屋の女将はまさかまさかの痴女狐!? 遭難先で気が狂う程朝まで中出し精子搾取され続けました（11月13日、ダスッ!）
- ビキニ交尾3ギャル（12月12日、MERCURY）
- 僕は射精しても止められないぞ! 挑発ビッチ家庭教師に反撃の膣ガクガク暴走ピストン!（12月19日、ROYAL）

2021年
- セックスよりも気持ちいい 高○生の初めての口内射精 フェラチオ優等生11人 第3巻（2月7日、桃太郎映像出版）

### VR
2019年
- 180cmタトゥー美女 ヤバイ痴女 アナル責めで男を狂わせる! 寸止めの繰り返しで射精管理された果ての中出し快楽!（9月11日、ブイワンVR）
- 180cm 長身タトゥー超美人の妖艶な営業テクで誘惑 女性カーディーラーの淫らな性営業 2（10月2日、ブイワンVR）
- 180cm 高身長タトゥー美ッ痴女のハイアングル杭打ち騎乗位VR（11月14日、SODクリエイト）
- 超時短誘惑 中出し逆レ×プVR 180cm超モデル級高身長タトゥー美女バーテンダーに何度も彼女がいる前で誘惑され犯されまくるVR（11月18日、SODクリエイト）
- 美人女上司が彼氏と電話中にも関わらずイタズラしてイッても止めない追撃ピストンで何度も鬼イカセして翌朝まで中出しセックスした件（11月29日、変態紳士倶楽部）
- 黒パンストの超美脚で誘惑してきて長い手足と柔らかい唇でM男のボクに何度も射精させてくれる発射無制限エステ（12月17日変態紳士倶楽部）

2020年
- タトゥー制服痴女VR 制服ギャル3人組に拉致られ腹パン!顔面とムスコを足蹴にされながら強●オナニー! ディスられ完全に“モノ”扱いされるハーレム逆レ●プ!（2月7日、ワンズファクトリー）
- 絶対予約が取れない180cm超長身タトゥー美女 エル なぶり超脚テク、舌ワザ。生姦激ピス、連続イキで何度も中出し（2月20日、KMPVR-bibi-）
- 射精コントロール! オナ指示痴女（2月21日、CASANOVA）
- タトゥースタジオにギャル軍団がやってきた! 金欠でタダ彫りして欲しいらしく…彫り師であるボクのチ●ポをヌキまくり! タトゥー痴女ギャルの逆レイプハーレムVR（2月27日、kira☆kira）
- 囁き痴女ギャルがMな貴方をたっぷりイカせてくれるM性感痴女風俗（3月13日、CASANOVA）
- 誰もが喘ぎ、羞恥心を大解放! 超高級会員制ハーレムM性感秘密倶楽部（3月19日、kira☆kira）
- 親が不在の間、誰からも羨ましがられる姉と僕はハメまくっている（4月3日、KMPVR）

### 配信限定
2019年
- 【裏風俗】全国裏風俗紀行 in 都内某所 全身タトゥーが入ったスレンダー美脚な本職キャバ嬢が濃厚連射サービス! さくらちゃん編（5月27日、黒船）※「さくら」名義
- ユッキー●と真木よ●子!!〝全身Tatto〟〝170cm高身長〟〝神ギャル美女〟!!デカチン → 狭膣 → フルスイング激ピストン → 半狂乱イキまくり2回戦セックス!! → エロ過ぎにつき、ヌキ過ぎ注意!!この女、〝猛毒〟です!!:夜の巷を徘徊する〝激レア素人〟!! 31（11月7日、プレステージプレミアム）※「エリ」名義

2020年
- エルちゃん（7月24日、さんじのおかず）
- える（8月11日、おっぱいちゃん）
- 長身美脚のタトゥーBODY!!背中に翼を持つ彼女は天使か悪魔か…。クールでミステリアスな美女がイグイグゥ絶頂!スーパーモデル級ギャルのパイパン淫膣にドックンドクン中出し!!【ガールズナンパ】（12月25日、黒船）※「あ-ち」名義